# 319.ª División de Infantería (Alemania)
La 319.ª División de Infantería alemana fue una división de infantería alemana que formó parte de la Wehrmacht durante la Segunda Guerra Mundial, y más concretamente entre 1940 y 1945.

## Historial

### Creación
La 319.ª División de Infantería se formó el 15 de noviembre de 1940, con la finalidad de servir como fuerza de ocupación y protección de las Islas anglonormandas, recientemente ocupadas por las tropas alemanas de resultas de la batalla de Francia, y que fueron el único territorio anglosajón conquistado por la Alemania nazi a lo largo de toda la Segunda Guerra Mundial.
La unidad, en su composición original, estaba formada por unidades anteriormente pertenecientes a otras divisiones de infantería: un tercio de sus componentes procedía de la 87.ª División de Infantería, otro tercio de la 169.ª División de Infantería y el último tercio, de la 299.ª División de Infantería.

### Campañas
En el verano de 1941, la 319.ª División de Infantería suministró las unidades destinadas a guarnición en las islas de Guernesey, Jersey, Alderney, Sark, Herm y Jehou. Igualmente se hallaban bajo su responsabilidad la ciudad de Saint-Malo y un pequeño sector de la costa francesa. 
Entre 1943 y 1944, como consecuencia de los temores de Adolf Hitler sobre un desembarco de los Aliados en Francia, los efectivos de la división fueron constantemente reforzados, hasta el punto de que la 319.ª División de Infantería acabó por ser, con una plantilla de más de 40 000 soldados (es decir, el equivalente a todo un cuerpo de ejército), la mayor división de toda la Wehrmacht. 
Durante las operaciones del desembarco en Normandía, el 6 de junio de 1944, el general Dwight Eisenhower dejó de lado a las islas anglonormandas, contentándose con mantenerlas aisladas. Sin embargo, algunos elementos aislados de la 319.ª pudieron ser parcialmente enviados al continente, combatiendo en la península de Cotentin antes del hundimiento del frente alemán en Normandía en agosto de 1944. 
En noviembre de 1944, la división fue retirada del orden de batalla del VII Ejército alemán, al que hasta entonces había pertenecido, pasando a quedar bajo la dirección del Marine.ObK.West (Alto Mando de la Marina-Oeste). Pasó toda la guerra aislada de las líneas alemanas, sobreviviendo con los recursos alimenticios de las islas.
Finalmente, el grueso de las tropas de la 319.ª División de Infantería depuso las armas el 9 de mayo de 1945, a las 7:14 horas de la mañana, es decir, siete horas después del final oficial de la Segunda Guerra Mundial en Europa.
En definitiva, esta división, con unos efectivos desproporcionados, prácticamente no llegó a disparar un solo tiro en toda la guerra.

## Orden de batalla
- 582.º Regimiento de Infantería
- 583.º Regimiento de Infantería
- 584.º Regimiento de Infantería
- 319.º Regimiento de Artillería
- 319.ª Compañía de Reconocimiento
- 319.º Batallón de PAK (artillería antitanque)
- 450.º Batallón de PAK
- 319.º Batallón de Ingenieros
- 319.ª Compañía de Transmisiones

Hay que destacar igualmente que, desde el 15 de octubre de 1942, los tres regimientos de infantería que componían la división, 582.º, 583.º y 584.º, pasaron a ser denominados Grenadier-Regimenter, es decir, regimientos de granaderos.

## Mandos
- 19 de noviembre de 1940 a 1 de septiembre de 1943: teniente general Erich Müller
- 1 de septiembre de 1943 a 27 de febrero de 1945: teniente general Graf Rudolf von Schmettow, antiguo comandante de la plaza de Breslau (actualmente la ciudad polaca de Wrocław).
- 27 de febrero de 1945 al 9 de mayo de 1945: mayor general Rudolf Wolf.